# Stade de La Redoute
Le stade de La Redoute est un stade français de La Réunion, département d'outre-mer dans le sud-ouest de l'océan Indien.
Il est situé à Saint-Denis, le chef-lieu, sur le petit plateau accueillant le quartier de La Redoute. 

## Histoire
Fréquenté par les joggueurs du voisinage, cet équipement sportif accueille tous les ans l'arrivée du Grand Raid, une course de montagne qui traverse l'île depuis le Sud Sauvage. Autrefois, des courses de chevaux, d'ânes et de cochons y étaient organisées et remportaient un vif succès populaire : le site accueillait un hippodrome aujourd'hui disparu. Il fit également, un temps, office de vélodrome au début du XXe siècle.